# Pedro de Jerusalém
Pedro de Jerusalém foi o patriarca de Jerusalém entre 524 e 544 Ele teve que navegar entre dois extremos doutrinários, o origenismo e o monofisismo. Sabe-se que ele apoiou a deposição do patriarca de Constantinopla Antimo pelo papa por suas tendências monofisistas, e sua subsequente substituição por Menas em 536

## Vida e obras
Por volta de 535, o monofisista patriarca de Antioquia deposto, Severo, foi convidado por Antimo, o patriarca de Constantinopla, a visitar a capital imperial. Este convite fez com que os abades de diversos mosteiros palestinos, assim como uns poucos bispos, fossem até Constantinopla para pedir ao imperador Justiniano I que proibisse Severo e os monofisistas de divulgarem suas doutrinas em todas as cidades do Império Bizantino. Em paralelo, o papa Agapito I viajou até a capital e depôs Antimo por seu monofisismo, consagrando Menas em seu lugar. Este, por sua vez, convocou um concílio - para o qual Pedro e outros bispos palestinos mandaram representantes - que condenou Severo e proibiu seus seguidores de organizarem reuniões nas cidades do Império. Em seguida, em 536, Pedro convocou seu próprio concílio em Jerusalém onde ele e 47 outros bispos condenaram novamente Severo e confirmaram as resoluções do concílio de Constantinopla.

### Origenismo
Sua biografia é conhecida principalmente através da Vita Sancti Sabae, que ele tinha em grande estima. Porém, Cirilo de Citópolis, o biógrafo do santo, deixou dúvidas a respeito de sua ortodoxia ao sugerir que, após a morte de Savas, em 532, ele se tornou um origenista. Contudo, Cirilo conta como Pedro teria denunciado os origenistas palestinos ao imperador bizantino Justiniano I em 543, eventualmente outorgando uma série de propostas para submeter bispos e monges que não dessem um testemunho anti-origenista. 
É muito provável que Pedro tivesse pendores origenistas e, por isso, ele não quis tomar partido durante as disputas sobre o assunto que varreram a Palestina na época. Em 544, o imperador Justiniano emitiu um édito condenando Teodoro de Mopsuéstia, Teodoreto e Ibas de Edessa, autores que supostamente seriam nestorianos, mas que jamais haviam sido excomungados e haviam morrido no século anterior. Pedro assinou o édito, mas incluiu uma provisão para que, se ele não fosse assinado pelo papa, sua assinatura seria inválida. Eventualmente, o imperador forçou inclusive a assinatura do papa.
Ele morreu em 552, antes da condenação dos Três Capítulos no Segundo Concílio de Constantinopla, em 553.

## Obras
Ele deixou uma homilia sobre a Natividade de Jesus, preservada na Geórgia (CPG 7017), que fez dele um suspeito, segundo Van Esbroeck, seu tradutor, de ser um "origenista radical" ("protoctiste"), além de uma citação num tratado sobre o jejum atribuído a João Damasceno - uma sentença sobre a duração do jejum de sete semanas (P.G. 95, col 76).